# Herzog-Alexis-Erbstollen

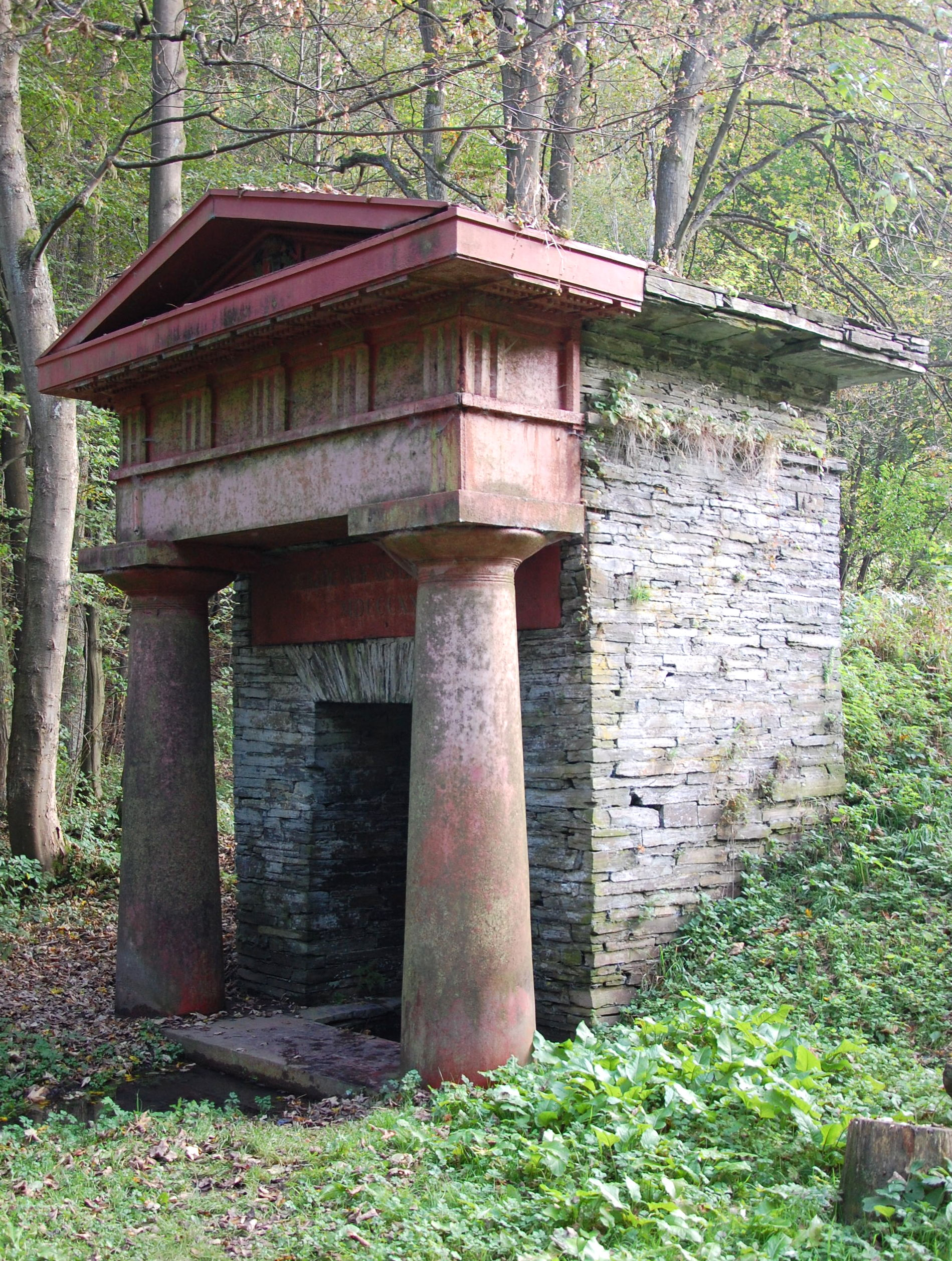
Mundloch des Herzog-Alexis-Erbstollens

Der Herzog-Alexis-Erbstollen ist ein denkmalgeschützter Stollen in der Nähe des zur Stadt Harzgerode in Sachsen-Anhalt gehörenden Ortsteils Mägdesprung.

## Lage
Der Stollen liegt im Selketal östlich von Mägdesprung, südwestlich des IV. Hammers. Der Stollen entwässert die Grube Hoffnung Gottes in den nahe gelegenen Schiebecksbach, der nach kurzer Strecke in die Selke mündet.
Das Gelände des Herzog-Alexis-Erbstollens befindet sich im bewaldeten Naturpark Harz/Sachsen-Anhalt und gehört darin landschaftlich zum Schutzgebiet des Oberen Selketales im Unterharz.

## Gestaltung und Geschichte
Markant ist die Gestaltung des Stollenmundlochs als eiserner klassizistischer Säulenportikus mit dorischen Säulen. Hinter dem Portikus erstreckt sich die untertägige Anlage 2.264 Meter in den Berg hinein.
Die Anlage des Stollens geht auf die Initiative des Bergrates Johann Ludwig Carl Zincken zurück, der die Anlage im Jahre 1829 anregte. Der Stollen entstand ab dem 22. April 1830 als Wasserlösungsstollen. Die Arbeiten begannen im Wiesengrund des Schiebecktales. Die ersten 250 Meter des Stollens sind als Trockenerneuerung angelegt, danach ist er freitragend ausgeführt. Im Jahre 1832 wurde dann das zweite Lichtloch, 1837 das dritte Lichtloch geschaffen. Das dritte Lichtloch befindet sich am Fuße des Apfelberges und wurde zur Fahrung und Förderung genutzt. 1839 entdeckte man einen Erzgang, der als Stollengang benannt wurde. Im Stollengang wurde von 1839 bis 1845 Erz gefördert, wobei die Förderung bis zu 20 Lachter unterhalb des Erbstollens erfolgte. Ein geplanter Wasserlauf für ein Kunstgezeuge wurde aus finanziellen Gründen nicht umgesetzt. Es wurden 1.600 Tonnen Bleiglanz abgebaut.
Ab 1858 wurde im Gegenortvortrieb von der Grube Hoffnung Gottes auf den Erbstollen zugearbeitet. Hierbei kam es am 1. April 1860 zu einem Wassereinbruch. Da der Einbruch außerhalb der Arbeitszeit erfolgte, kam es nicht zu Personenschäden. Die Förderung konnte erste wieder am 10. September 1860 aufgenommen werden, nachdem die Aufräumarbeiten abgeschlossen waren. Nach mehr als 32 Jahren, am 26. Mai 1862 wurde mittels Bohrloch einer Verbindung des Stollens mit dem Gegenort hergestellt. Aus Anlass des Durchschlags wurde auf dem Festplatz der Grube Hoffnung Gottes ein Bergmannsfest gefeiert. Es war das letzte Bergmannsfest dieser Art im Harzgeroder Revier. 1865 endete der Vortrieb des Stollens endgültig. Der Stollen hatte damit eine Gesamtlänge von 2.264 Metern erreicht. Die Gesamtkosten des Stollenbaus betrugen 136.274 Rthl., 6 Sgr. und 3 Pf.
Die Benennung des Stollens verweist auf Herzog Alexius Friedrich Christian von Anhalt-Bernburg.
Im örtlichen Denkmalverzeichnis ist der Stollen unter der Erfassungsnummer 094 50127 und das Mundloch unter der Nummer 094 50111 jeweils als (Ausweisungsart) Baudenkmal verzeichnet.